# Blis-et-Born
Blis-et-Born [blis e bɔʁn] est une ancienne commune française située dans le département de la Dordogne, en région Nouvelle-Aquitaine.
Au 1er janvier 2017, elle fusionne avec Bassillac, Le Change, Eyliac, Milhac-d'Auberoche et Saint-Antoine-d'Auberoche pour former la commune nouvelle de Bassillac et Auberoche.

## Géographie

### Généralités

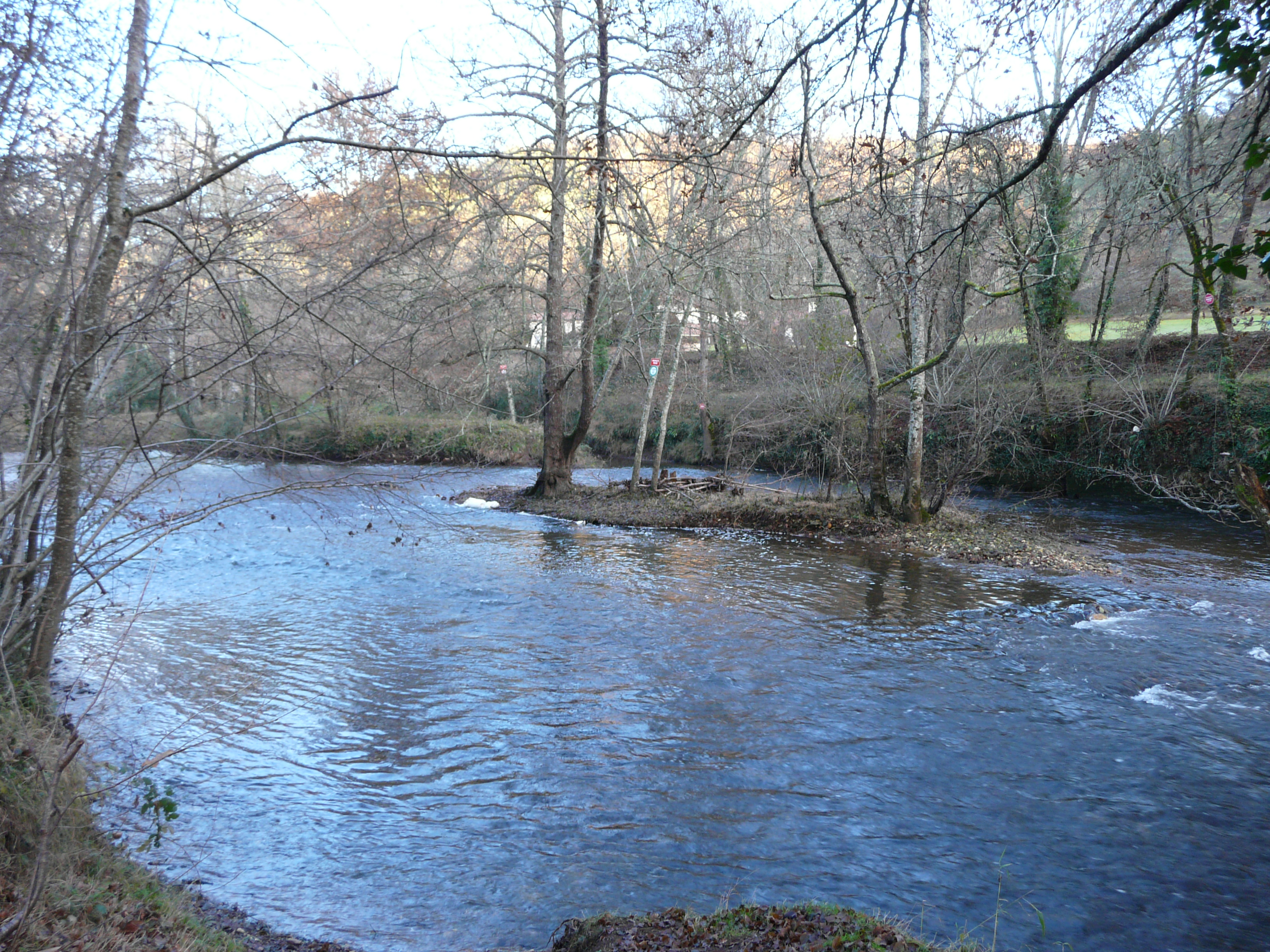
L'Auvézère entre Le Change (au premier plan) et Blis-et-Born (en rive opposée).

Incluse dans l'aire d'attraction de Périgueux, en Périgord central, la commune déléguée de Blis-et-Born fait partie de la commune nouvelle de Bassillac et Auberoche. Elle est située en rive gauche de l'Auvézère qui la borde au nord-ouest sur près d'un kilomètre et dont un mince affluent, le Goutteblave, arrose le territoire communal.
L'altitude minimale, 93 mètres, se trouve à l'extrême nord-ouest, là où l'Auvézère quitte la commune pour servir de limite entre celles d'Eyliac et du Change. L'altitude maximale avec 257 ou 258 mètres, est localisée au sud-est, en bordure de l'autoroute A89, à proximité de la commune de Saint-Antoine-d'Auberoche.
Le bourg de Blis-et-Born, desservi par la route départementale 45E, se situe, en distances orthodromiques, quatorze kilomètres au nord-ouest de Thenon et seize kilomètres à l'est de Périgueux.
Sur plus de cinq kilomètres, le territoire communal est traversé au sud par l'autoroute A89 dont l'échangeur le plus proche, Périgueux-Est, se trouve à environ dix-sept kilomètres du bourg de Blis-et-Born, par la route.
Les sentiers de grande randonnée GR 36 et GR 646 traversent le territoire communal sur plusieurs kilomètres.

### Communes limitrophes

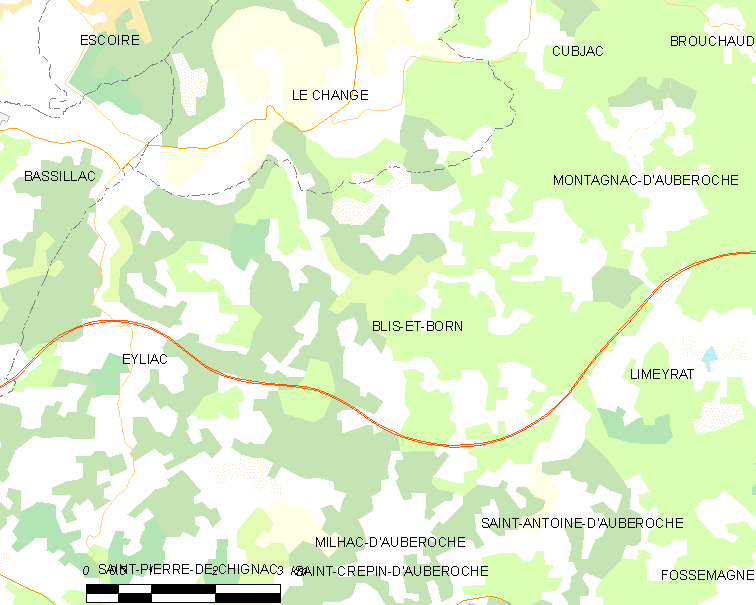
Carte de Blis-et-Born et des communes avoisinantes.

En 2016, année précédant la création de la commune nouvelle de Bassillac et Auberoche, Blis-et-Born était limitrophe de huit autres communes, dont Cubjac au nord-est sur une soixantaine de mètres et Saint-Crépin-d'Auberoche au sud-ouest sur une centaine de mètres.
|                          | Le Change          | Cubjac, Montagnac-d'Auberoche |
| Eyliac                   | Blis-et-Born       | Limeyrat                      |
| Saint-Crépin-d'Auberoche | Milhac-d'Auberoche | Saint-Antoine-d'Auberoche     |

## Urbanisme

### Villages, hameaux et lieux-dits
Outre le bourg de Blis-et-Born proprement dit, le territoire se compose d'autres villages ou hameaux, ainsi que de lieux-dits :
- Barchat
- Blanchier
- Blis
- la Brousse
- las Censias
- le Cézareau
- les Chabannes
- Château Branlant
- Chignaguet
- Combe des Porcs
- le Combeau
- la Côte de Born
- les Courties
- la Coutie
- les Defaix
- la Faurie
- Fayard
- Fontaine de Chignaguet
- Fontbrejade
- la Forêt
- Genêt
- les Golferies
- la Gondie
- le Gour
- le Grand Beder
- la Grange de Latté
- les Granges
- les Guérolles
- le Haut Chignaguet
- le Jalagier
- la Jaye
- les Junies
- le Lac
- Lac Couyaud
- le Lac Ferier
- le Lac de la Vieille
- Lacaud
- Lacaud[Note 2]
- le Limouzy
- la Lucie
- Maison-Neuve
- la Margoutie
- les Marquis
- le Mas Nègre
- le Maurou
- la Miranderie
- Montussou
- les Mournauds
- Petit Blanzac
- la Peyrade
- Pommier
- Puyvinceau
- les Quatre Paroisses
- la Richardie
- les Sabloux
- le Thevenou
- les Tuileries.

## Toponymie
Blis dériverait, selon Bénédicte Fénié, soit de Blicius, personnage d'origine gallo-romaine, soit de Biliso, personnage d'origine germanique. Cette deuxième hypothèse est également reprise par Chantal Tanet et Tristan Hordé, avec juste une variante orthographique du nom, Bilizo.
En ce qui concerne Born, Bénédicte Fénié le fait dériver du mot occitan bòrn signifiant « bordure, limite ». Tanet et Hordé lui attribuent comme étymologie un nom de personnage d'origine germanique, Borno, tout en rappelant qu'une origine pré-celtique, °borna signifiant « source », avait également été évoquée.
En occitan, selon B. Fénié, la commune porte le nom d'En Bòrn.

## Histoire
Au XIIe siècle, l'évêque de Périgueux Guillaume d'Auberoche donne la paroisse de Born à l'abbaye de Chancelade.
Au XIVe siècle, Blis faisait partie de la châtellenie d'Auberoche.
Au 1er janvier 2017, Blis-et-Born fusionne avec cinq autres communes pour former la commune nouvelle de Bassillac et Auberoche dont la création a été entérinée par l'arrêté du 29 juin 2016, entraînant la transformation des six anciennes communes en « communes déléguées »,.

## Politique et administration

### Rattachements administratifs et électoraux
La commune de Blis-et-Born (appelée dans un premier temps « Blis de Bors ») a été rattachée, dès 1790, au canton d'Antonne qui dépendait du district de Perigueux. Les districts sont supprimés en 1795 et le canton d'Antonne en 1800. La commune est alors rattachée au canton de Saint-Pierre-de-Chignac dépendant de l'arrondissement de Périgueux.
Dans le cadre de la réforme de 2014 définie par le décret du 21 février 2014, ce canton disparaît aux élections départementales de mars 2015. La commune est alors rattachée au canton du Haut-Périgord Noir.

### Intercommunalité
En 2003, elle rejoint la communauté de communes Isle Manoire en Périgord. Celle-ci disparaît le 31 décembre 2013, remplacée au 1er janvier 2014 par une nouvelle intercommunalité élargie : Le Grand Périgueux.

### Administration municipale
La population de la commune étant comprise entre 100 et 499 habitants au recensement de 2011, onze conseillers municipaux ont été élus en 2014,. Ceux-ci sont membres d'office du  conseil municipal de la commune nouvelle de Bassillac et Auberoche, jusqu'au renouvellement des conseils municipaux français de 2020.

### Liste des maires puis des maires délégués

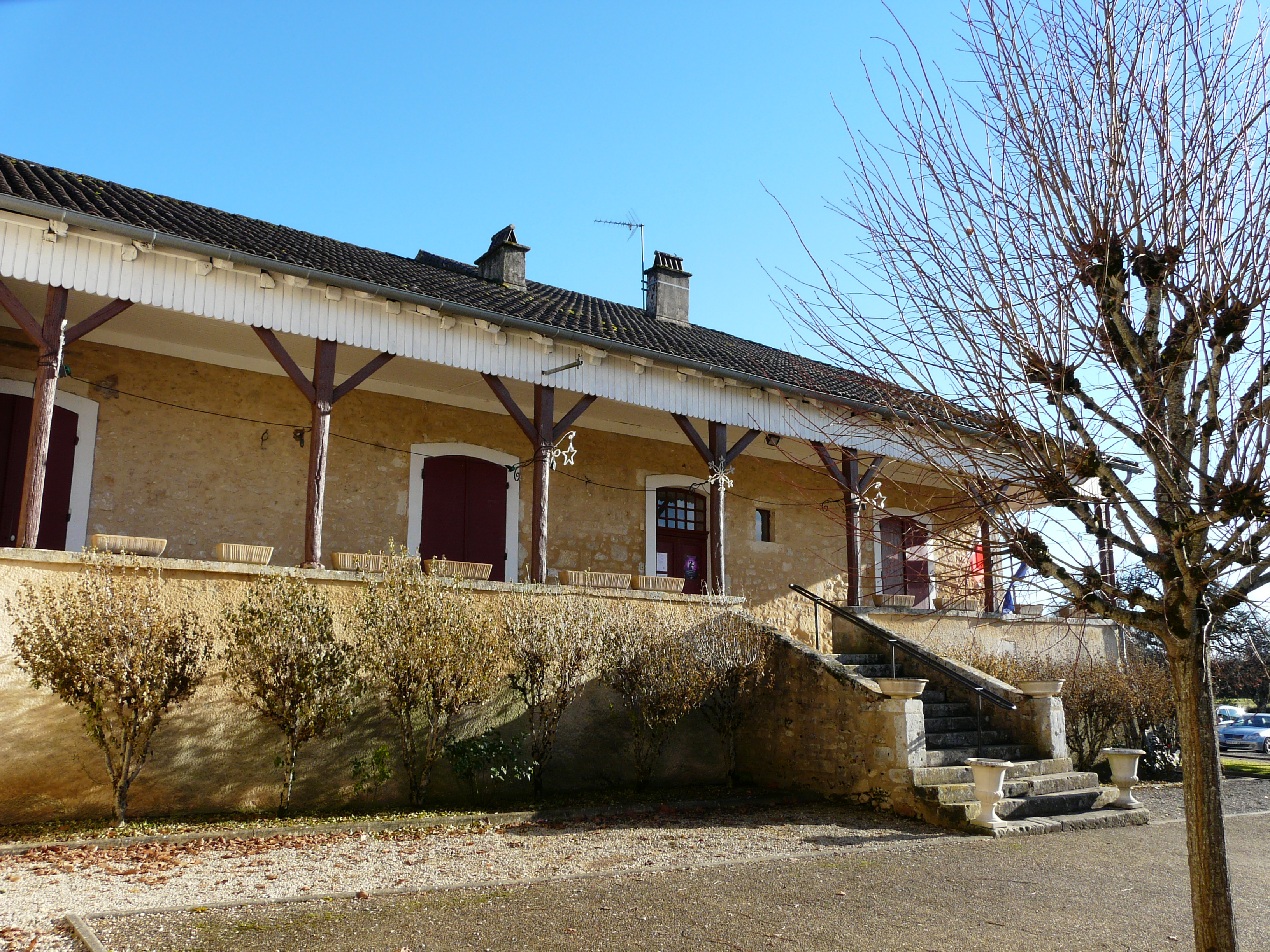
La mairie (ancien presbytère).

| Période                                  | Période        | Identité                   | Étiquette                     | Qualité                                                      |
| ---------------------------------------- | -------------- | -------------------------- | ----------------------------- | ------------------------------------------------------------ |
| Les données manquantes sont à compléter. |                |                            |                               |                                                              |
| février 1790                             | fin 1793       | Jean Savignac              |                               |                                                              |
| fin 1793                                 | début 1795     | François Tocheport         |                               |                                                              |
| début 1795                               | mai 1795       | Pierre Prouillac           |                               |                                                              |
| mai 1795                                 | 1795           | Jean Savignac              |                               |                                                              |
| 1795                                     | novembre 1795  | Pierre Lagorce             |                               |                                                              |
| novembre 1795                            | mars 1797      | François Savignac          |                               |                                                              |
| avril 1797                               | septembre 1797 | Pierre Richard             |                               |                                                              |
| septembre 1797                           | avril 1798     | François Savignac          |                               |                                                              |
| avril 1798                               | mars 1799      | Pierre Richard             |                               |                                                              |
| mai 1800                                 | mai 1803       | Pierre Lagorce             |                               |                                                              |
| mai 1803                                 | septembre 1807 | Jean Lacoste               |                               |                                                              |
| septembre 1807                           | décembre 1810  | Jean Albert                |                               |                                                              |
| décembre 1810                            | janvier 1813   | Jean de Calvimont          |                               | Administrateur provisoire Maire de Saint-Antoine-d'Auberoche |
| janvier 1813                             | mars 1829      | Joseph-Antoine de Léparre  |                               |                                                              |
| mars 1829                                | septembre 1830 | Adrien de Tessières        |                               |                                                              |
| octobre 1830                             | avril 1831     | Desmartin-Duvignaud        |                               |                                                              |
| avril 1831                               | septembre 1837 | Jacques Chariéras          |                               |                                                              |
| septembre 1837                           | février 1841   | Front Gautier du Defaix    |                               |                                                              |
| mai 1841                                 | juillet 1848   | Auguste Gautier du Defaix  |                               |                                                              |
| juillet 1848                             | juillet 1852   | Claude Richard             |                               |                                                              |
| juillet 1852                             | janvier 1854   | Auguste Gautier du Defaix  |                               |                                                              |
| janvier 1854                             | avril 1858     | Arsène Brouillet           |                               |                                                              |
| avril 1858                               | novembre 1860  | Desmartin-Duvignaud        |                               |                                                              |
| novembre 1860                            | septembre 1861 | Claude Richard             |                               |                                                              |
| septembre 1861                           | 1871           | François Pauly             |                               |                                                              |
| 1871                                     | avril 1871     | Claude Richard             |                               |                                                              |
| mai 1871                                 | mai 1884       | Charles de Tessières       |                               |                                                              |
| mai 1884                                 | mai 1888       | Pierre Richard             |                               |                                                              |
| mai 1888                                 | août 1890      | Jean Faure                 |                               |                                                              |
| août 1890                                | décembre 1919  | Pierre Richard             |                               |                                                              |
| décembre 1919                            | avril 1937     | Louis Mespoulède           | Rép. de gauche puis Rad.-soc. |                                                              |
| juin 1937                                | mai 1945       | Marcel Faure               |                               |                                                              |
| mai 1945                                 | mars 1965      | Jean Bussy                 | Rad.-soc.                     |                                                              |
| mars 1965                                | mars 1983      | (Jean-)Robert Goursat      |                               |                                                              |
| mars 1983                                | mars 1989      | Eugène (Robert) Grandchamp |                               |                                                              |
| mars 1989                                | mars 2008      | Alain Bussy                |                               |                                                              |
| mars 2008                                | décembre 2016  | Jean-Claude Desplat        | PS                            | Agent de maîtrise                                            |

| Période      | Période      | Identité         | Étiquette | Qualité |
| ------------ | ------------ | ---------------- | --------- | ------- |
| janvier 2017 | juillet 2020 | ?                |           |         |
| juillet 2020 | En cours     | Isabelle Desmond |           |         |

## Population et société

### Démographie
Les habitants de Blis-et-Born se nomment les Blis-et-Bornois.
En 2016, dernière année en tant que commune indépendante, Blis-et-Born comptait 464 habitants. À partir du XXIe siècle, les recensements des communes de moins de 10 000 habitants ont lieu tous les cinq ans (2008, 2013 pour Blis-et-Born). Depuis 2006, les autres dates correspondent à des estimations légales.
Au 1er janvier 2022, la commune déléguée de Blis-et-Born compte 462 habitants.
| 1793 | 1800 | 1806 | 1821 | 1831 | 1836 | 1841 | 1846 | 1851 |
| ---- | ---- | ---- | ---- | ---- | ---- | ---- | ---- | ---- |
| 676  | 391  | 543  | 699  | 635  | 737  | 791  | 818  | 761  |

| 1856 | 1861 | 1866 | 1872 | 1876 | 1881 | 1886 | 1891 | 1896 |
| ---- | ---- | ---- | ---- | ---- | ---- | ---- | ---- | ---- |
| 723  | 668  | 707  | 640  | 641  | 627  | 590  | 576  | 531  |

| 1901 | 1906 | 1911 | 1921 | 1926 | 1931 | 1936 | 1946 | 1954 |
| ---- | ---- | ---- | ---- | ---- | ---- | ---- | ---- | ---- |
| 483  | 482  | 461  | 419  | 407  | 391  | 367  | 360  | 351  |

| 1962 | 1968 | 1975 | 1982 | 1990 | 1999 | 2008 | 2013 | 2016 |
| ---- | ---- | ---- | ---- | ---- | ---- | ---- | ---- | ---- |
| 318  | 251  | 235  | 273  | 305  | 332  | 409  | 457  | 464  |

### Enseignement
En 2014, la commune de Blis-et-Born est organisée en regroupement pédagogique intercommunal (RPI)avec les communes de Cubjac et Le Change au niveau des classes de primaire.
Le Change accueille les enfants en petite et moyenne sections de maternelle ; Cubjac s'occupe de la grande section, du cours préparatoire et du cours élémentaire (CE1 et CE2) ; Blis-et-Born gère le cours moyen (CM1 et CM2).

## Économie
Les données économiques de Blis-et-Born sont incluses dans celles de la commune nouvelle de Bassillac et Auberoche.

## Culture locale et patrimoine

### Lieux et monuments
- Église Sainte-Catherine[22].
- Château de la Richardie, en ruines, présentant un portail du XVIe siècle et une chapelle du XVIIe siècle[23].
- Chartreuses de Born et du Defeix[24].
- Maison Soulacroux, bâtie en 1882 à côté de l'église, sur le style des chartreuses[25].
- Créé en 2019, le Jardin littéraire de sculptures expose une centaine d'œuvres « illustrant les plus belles citations d'écrivains » tels que Charles Baudelaire, Gustave Flaubert, Victor Hugo, Franz Kafka, Arthur Rimbaud et Paul Verlaine[26]
- Plusieurs kilomètres de sentiers de grande randonnée (GR 36 et GR 646) parcourent le territoire communal.

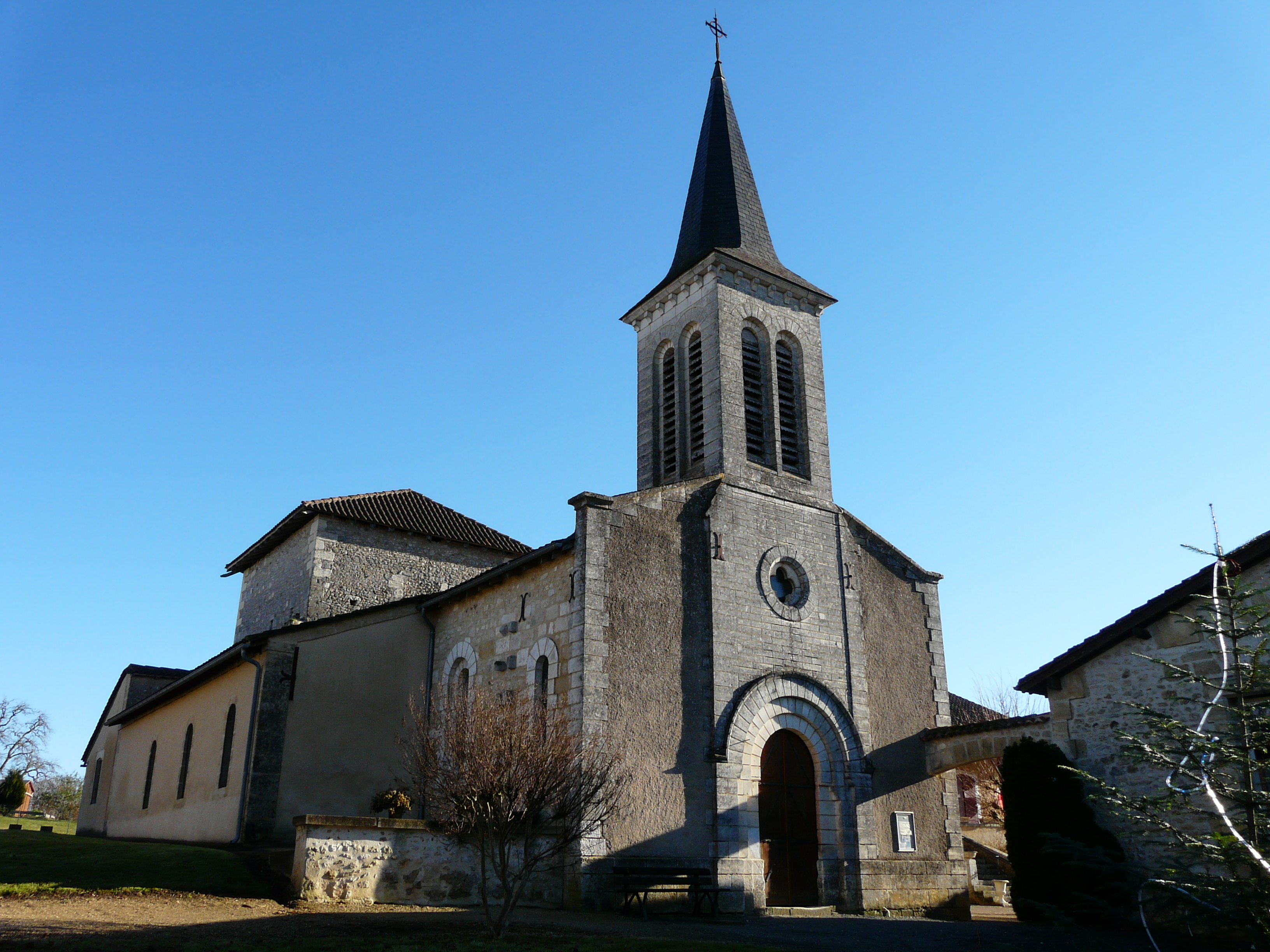
L'église Sainte-Catherine.
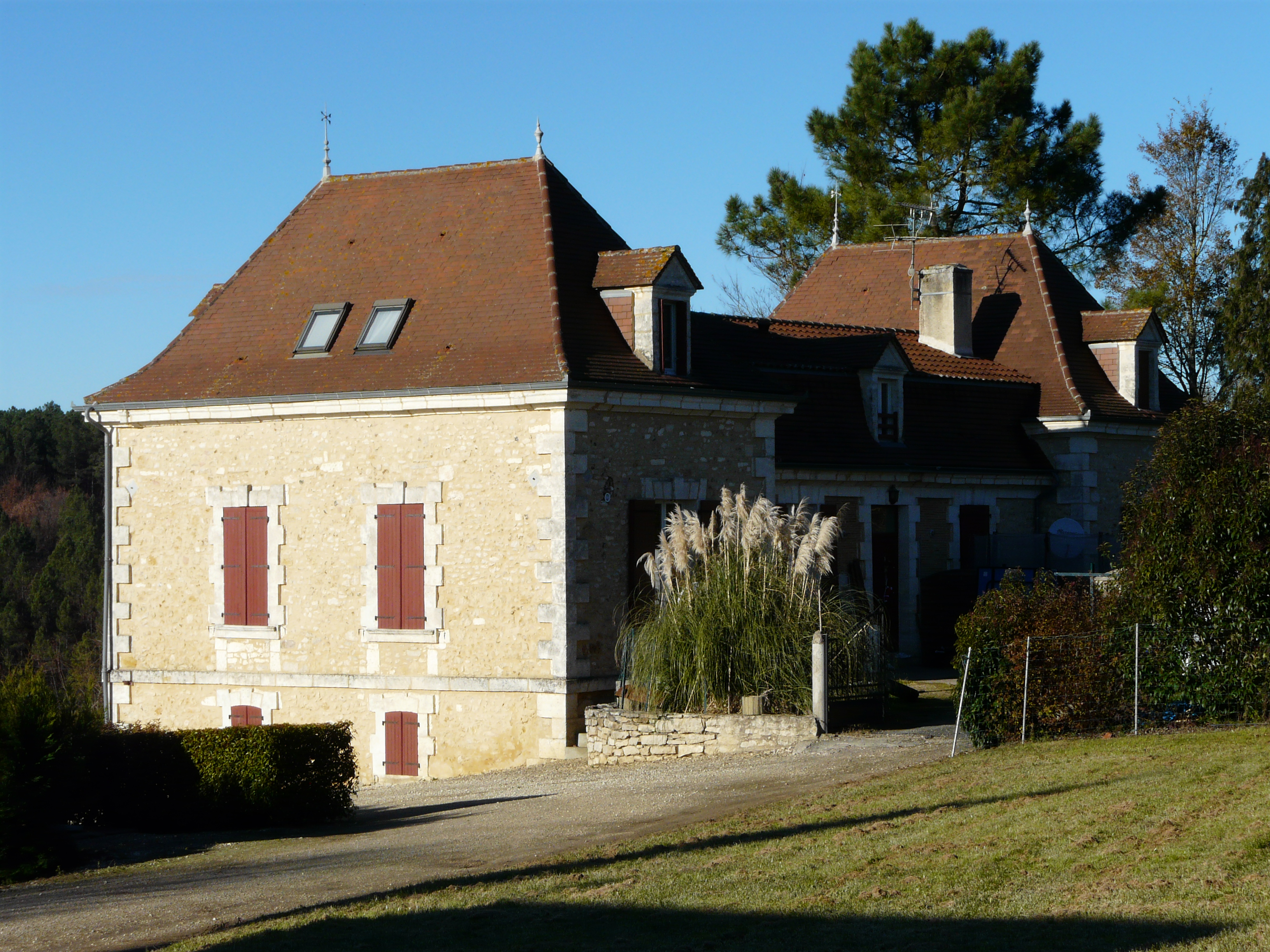
La maison Soulacroux.
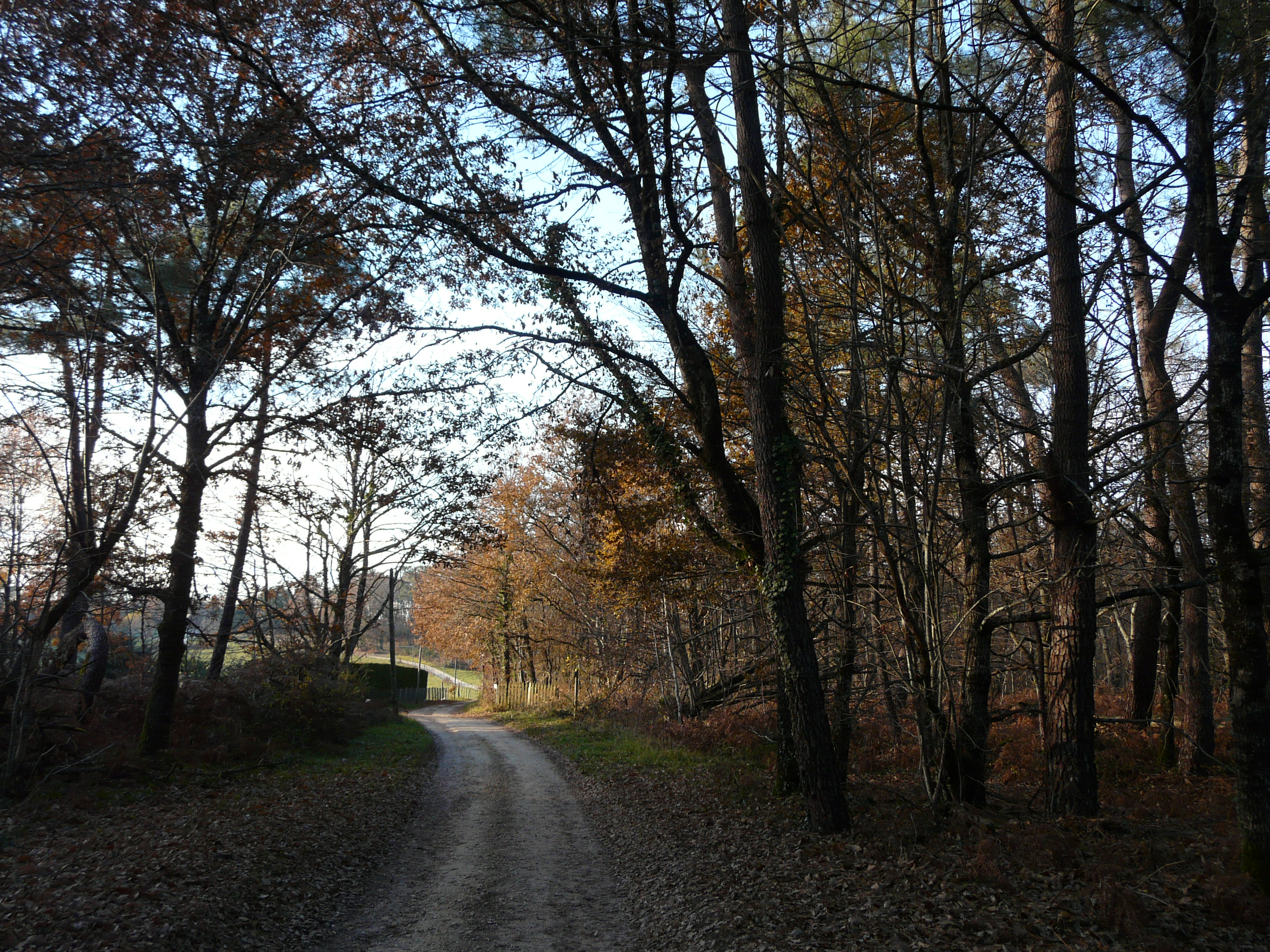
Le GR 646 au nord-ouest du village de Blis-et-Born.

### Personnalités liées à la commune
- Paul Duvaleix (1929-2005), né à Blis-et-Born, est député de la Dordogne de 1988 à 1993.

### Héraldique
Pour un article plus général, voir Armorial des communes de la Dordogne.
| Blason de Blis-et-Born | Blason  | Parti : au 1) de gueules au lion d’or, au 2) de gueules à la tour donjonnée de deux tourelles d’argent, ouverte, ajourée et maçonnée de sable, soutenue de deux écots d’or posés en chevron renversé ; le tout sommé d’un chef d’or chargé d’une roue de Sainte-Catherine de gueules. |
| Blason de Blis-et-Born | Détails | |